# 144
Het jaar 144 is het 44e jaar in de 2e eeuw volgens de christelijke jaartelling.

## Gebeurtenissen

### Italië
- Marcion van Sinope wordt in Pontus vanwege zijn religieuze denkbeelden geëxcommuniceerd en sticht in Rome een marcionistische kerkgemeenschap.

### China
- Han Chongdi (r. 144-145) volgt zijn vader Han Shundi op als keizer van het Chinese Keizerrijk. Keizerin-weduwe Liang wordt als co-regentes aangesteld.

## Overleden
- Han Shundi (29), keizer van het Chinese Keizerrijk